# Spiraea septentrionalis
Spiraea septentrionalis är en rosväxtart som först beskrevs av Fern, och fick sitt nu gällande namn av Robert Merton Love och Love. Spiraea septentrionalis ingår i släktet spireor, och familjen rosväxter. Inga underarter finns listade i Catalogue of Life.